# Pršjak
Pršjak – potok w Słowenii, uchodzący do Trebuščicy. Na potoku występują liczne wodospady, największy Slap v Sopotih, ma 27 m wysokości.